# Sapugara Bree
Sapugara Bree is een bestuurslaag in het regentschap Sumbawa Barat van de provincie West-Nusa Tenggara, Indonesië. Sapugara Bree telt 2719 inwoners (volkstelling 2010).